# KsOd XIIb
A KsOd XIIb mozdonyxsorozat a Kassa-Oderdbergi Vasút (KsOd) szertartályos gőzmozdony-sorozata volt.
A KsOd ezeket a kis szárnyvonali mozdonyokat az Árvavölgyi Vasút részére rendelte a MÁVAG-tól. A gyárban az 511 513 pályaszámokat kapták.
A KsOd 1924-es államosításakor a mozdonyok a Csehszlovák Államvasutak (ČSD) állományba kerültek, ahol átszámozták őket 310.701–702 pályaszámokra. A két mozdonyt 1942-ben selejtezték.

## Fordítás
- Ez a szócikk részben vagy egészben  a   KsOd XIIb című német Wikipédia-szócikk fordításán alapul.  Az eredeti cikk szerkesztőit annak laptörténete sorolja fel. Ez a jelzés csupán a megfogalmazás eredetét és a szerzői jogokat jelzi, nem szolgál a cikkben szereplő információk forrásmegjelöléseként.